# Nissan Réunion Bodyboard Pro
Le Nissan Réunion Bodyboard Pro est une épreuve du championnat du monde de bodyboard masculin qui se disputera du 30 septembre 2011 au 9 octobre 2011 sur le spot des Archers, à Saint-Pierre de La Réunion, dans le sud-ouest de l'océan Indien. Neuvième étape du calendrier 2011 établi par l'International Bodyboarding Association, qui en compte quatorze, elle sera dotée d'un prix de 30 000 dollars.

## Participants

### Top 24
- Diego Cabrera
- Manuel Centeno
- Pierre-Louis Costes
- Gastao Entrudo
- Ryan Hardy
- Jared Houston
- Dave Hubbard
- Jeff Hubbard
- Damian King
- Amaury Lavernhe
- Mark McCarthy
- Michael Novy
- Magno Oliveira
- Ben Player
- Dallas Singer
- Mike Stewart
- Jake Stone
- Guilherme Tâmega
- Dave Winchester

Cinq bodyboardeurs du top 24 sont absents : les Brésiliens Eder Luciano, Lucas Nogueira et Uri Valadao ainsi que les Espagnols Guillermo Cobo et Yeray Martinez. Leur absence a donné lieu à la distribution de cinq wild cards.

### Wild cards
- Jérôme Boulanouar
- Charly Chapelet
- Worsley Fisher
- Yoan Florantin
- Laury Grenier

### Trials
1. Alex Uranga
2. Emmanuel Caro
3. Sergio Alonzo
4. Jeff Desnoes
5. Sam Bennett
6. Mathieu Vistot
7. Pierre Barthelier
8. Maxime Gateau
9. Matt Meyer

## Résultats

### Premier round
| # | Bodyboardeur   | Couleur | Points |
| - | -------------- | ------- | ------ |
| 1 | Elliot Morales | Bleu    | 9.90   |
| 2 | Michael Novy   | Blanc   | 9.50   |
| 3 | Emmanuel Caro  | Jaune   | 9.05   |
| 4 | Mark McCarthy  | Rouge   | 8.75   |

| # | Bodyboardeur   | Couleur | Points |
| - | -------------- | ------- | ------ |
| 1 | Jake Stone     | Blanc   | 16.15  |
| 2 | Ryan Hardy     | Rouge   | 11.65  |
| 3 | Wesley Fischer | Bleu    | 10.0   |
| 4 | Sergio Alonzo  | Jaune   | 5.20   |

| # | Bodyboardeur      | Couleur | Points |
| - | ----------------- | ------- | ------ |
| 1 | Jared Houston     | Rouge   | 13.15  |
| 2 | Mathieu Vistot    | Jaune   | 11.0   |
| 3 | Magno Oliveira    | Blanc   | 9.40   |
| 4 | Pierre Barthelier | Bleu    | 5.20   |

| # | Bodyboardeur    | Couleur | Points |
| - | --------------- | ------- | ------ |
| 1 | Jeff Hubbard    | Rouge   | 11.0   |
| 2 | Charly Chapelet | Bleu    | 7.30   |
| 3 | Diego Cabrera   | Jaune   | 3.65   |
| 4 | Gastao Entrudo  | Blanc   | 2.35   |

| # | Bodyboardeur    | Couleur | Points |
| - | --------------- | ------- | ------ |
| 1 | Jeff Hubbard    | Rouge   | 11.0   |
| 2 | Charly Chapelet | Bleu    | 7.30   |
| 3 | Diego Cabrera   | Jaune   | 3.65   |
| 4 | Gastao Entrudo  | Blanc   | 2.35   |

| # | Bodyboardeur     | Couleur | Points |
| - | ---------------- | ------- | ------ |
| 1 | Dave Hubbard     | Jaune   | 12.80  |
| 2 | Damian King      | Blanc   | 11.85  |
| 3 | Yoan Florentin   | Bleu    | 11.75  |
| 4 | Guilherme Tâmega | Rouge   | 7.75   |

| # | Bodyboardeur    | Couleur | Points |
| - | --------------- | ------- | ------ |
| 1 | Dave Winchester | Rouge   | 14.70  |
| 2 | Ben Player      | Blanc   | 12.40  |
| 3 | Sam Bennett     | Jaune   | 8.30   |
| 4 | Maxime Gateaud  | Bleu    | 6.75   |

| # | Bodyboardeur        | Couleur | Points |
| - | ------------------- | ------- | ------ |
| 1 | Pierre-Louis Costes | Rouge   | 15.40  |
| 2 | Dallas Singer       | Blanc   | 10.75  |
| 3 | Jeff Desnoes        | Jaune   | 3.25   |
| 4 | Matt Myer           | Bleu    | 2.40   |

| # | Bodyboardeur      | Couleur | Points |
| - | ----------------- | ------- | ------ |
| 1 | Alex Uranga       | Jaune   | 14.05  |
| 2 | Amaury Lavernhe   | Blanc   | 11.15  |
| 3 | Mike Stewart      | Blanc   | 10.80  |
| 4 | Jérôme Boulanouar | Bleu    | 10.65  |

### Deuxième round
| # | Bodyboardeur   | Couleur | Points |
| - | -------------- | ------- | ------ |
| 1 | Jared Houston  | Rouge   | 15.05  |
| 2 | Jake Stone     | Blanc   | 9.40   |
| 3 | Emmanuel Caro  | Jaune   | 9.35   |
| 4 | Maxime Gateaud | Bleu    | 7.60   |

| # | Bodyboardeur  | Couleur | Points |
| - | ------------- | ------- | ------ |
| 1 | Ryan Hardy    | Rouge   | 13.85  |
| 2 | Diego Cabrera | Jaune   | 10.45  |
| 3 | Michael Novy  | Blanc   | 10.25  |
| 4 | Matt Myer     | Bleu    | 7.20   |

## Annexe